# Enicospilus rhanus
Enicospilus rhanus är en stekelart som beskrevs av Ian D. Gauld och Mitchell 1981. Enicospilus rhanus ingår i släktet Enicospilus och familjen brokparasitsteklar. Inga underarter finns listade i Catalogue of Life.